# Disphragis dardania
Disphragis dardania är en fjärilsart som beskrevs av Druce 1887. Disphragis dardania ingår i släktet Disphragis och familjen tandspinnare. Inga underarter finns listade i Catalogue of Life.